# Gradsko dramsko kazalište Gavella
Gradsko dramsko kazalište Gavella (GDK Gavella) osnovano je 29. svibnja 1953. godine i osnovna mu je djelatnost izvođenje dramskih predstava. 
Smješteno je u Frankopanskoj ulici 10 u Zagrebu. 
Ravnatelj Gradskog dramskog kazališta Gavella je kazališni redatelj Dražen Ferenčina.

## Povijest
Skupina mladih glumaca i redatelja, uglavnom "pobunjenika" iz HNK Zagreb, na čijem je čelu, kao "primus inter pares", bio doktor Branko Gavella, preuzela je 29. svibnja 1953. godine zgradu "Malog kazališta" u Frankopanskoj 10 i osnovala je Zagrebačko dramsko kazalište. Zbog obnove prostora prva je predstava izvedena na gostovanju u Subotici, a kazalište je gledateljima otvorilo svoja vrata 30. listopada 1954., s predstavom Golgota Miroslava Krleže, u režiji Branka Gavelle. Kroz više od 330. izvedenih premijera, teatar u Frankopanskoj izrastao je u jednu od najcjenjenih i najpostojanijih kazališnih kuća u Zagrebu i Hrvatskoj. 1970. ime mu je promijenjeno u Dramsko kazalište "Gavella", kojem je kasnije dodano i "gradsko".

## Ansambl Kazališta Gavella
Članovi ansambla kazališta Gavella su: Živko Anočić, Ivana Bolanča, Amar Bukvić, Nenad Cvetko, Franjo Dijak, Ankica Dobrić, Andrej Dojkić, Natalija Đorđević, Anja Đurinović, Zoran Gogić, Ozren Grabarić, Bojana Gregorić Vejzović, Nataša Janjić, Hrvoje Klobučar, Slavica Knežević, Nela Kocsis, Igor Kovač, Filip Križan, Dražen Kühn, Đorđe Kukuljica, Ana Kvrgić, Tena Nemet Brankov, Mirjana Majurec, Perica Martinović, Sven Medvešek, Jelena Miholjević, Darko Milas, Barbara Nola, Ksenija Pajić, Marko Petrić, Janko Rakoš, Tara Rosandić, Ivana Roščić, Siniša Ružić, Antonija Stanišić, Sven Šestak, Anja Šovagović-Despot, Filip Šovagović, Enes Vejzović, Dijana Vidušin i Ranko Zidarić.

## Gavelline večeri
Prvi put organizirane 1973. godine, "Gavelline večeri" su se do 1991. održale 19 puta, nakon čega su ugašene, ponajviše zbog ratnih okolnosti u kojima se Hrvatska tada zatekla. Nakon četrnaestogodišnje stanke, u listopadu 2005. održale su se revitalizirane, jubilarne 20. "Gavelline večeri", kao početak novog života ovog festivala. Do 2013. godine i njihovog 28. izdanja "Gavelline večeri" bile su nacionalni festival, na kojem su gledatelji mogli vidjeti najbolje predstave javnih nacionalnih i gradskih kazališta u Hrvatskoj koja s vlastitim profesionalnim ansamblom njeguju dramski repertoar, uz mogućnost sudjelovanja produkcija drugih kazališta ili kazališnih zajednica. Izbornik, odnosno izbornica "Gavellinih večeri" mijenjao/mijenjala se svake godine, a posljednje večeri festivala prosudbeno povjerenstvo, sastavljeno od istaknutih hrvatskih kazališnih djelatnika, izabiralo je najbolju predstavu te joj dodijelilo nagradu, nazvanu po osnivaču teatra u Frankopanskoj, dr. Branku Gavelli.

## Vanjske poveznice

### Sestrinski projekti
|  | Zajednički poslužitelj ima još gradiva o temi Gradsko dramsko kazalište Gavella |

### Mrežna sjedišta
- Službena web stranica
- Službena Facebook stranica
- Službena Instagram stranica
- Službena Pinterest stranica
- Službena Twitter stranica